# Чермаки
Черма́ки (чув. Чармак) — деревня в Чебоксарском районе Чувашской Республики России. Входит в состав Ишлейского сельского поселения.

## География
Деревня находится в северной части Чувашии, в пределах Чувашского плато, в зоне хвойно-широколиственных лесов, на расстоянии примерно 21 километра (по прямой) к западу-юго-западу от посёлка городского типа Кугеси, административного центра района. Абсолютная высота — 161 метр над уровнем моря.

### Климат
Климат характеризуется как умеренно континентальный, с умеренно морозной зимой и тёплым летом. Среднегодовая температура воздуха — 2,9 °С. Средняя температура воздуха самого тёплого месяца (июля) — 16,5 — 19,5 °C (абсолютный максимум — 37 °C); самого холодного (января) — −13 °C (абсолютный минимум — −44 °C). Среднегодовое количество осадков составляет около 513 мм, из которых 70 % выпадает в тёплый период.

### Часовой пояс
Деревня Чермаки, как и вся Чувашия, находится в часовой зоне МСК (московское время). Смещение применяемого времени относительно UTC составляет +3:00.

## Население
| 2010 | 2012 |
| ---- | ---- |
| 47   | ↘40  |

### Половой состав
По данным Всероссийской переписи населения 2010 года в гендерной структуре населения мужчины составляли 53,2 %, женщины — соответственно 46,8 %.

### Национальный состав
Согласно результатам переписи 2002 года, в национальной структуре населения чуваши составляли 100 % из 44 чел.